# 10190 Suzannedodd
A 10190 Suzannedodd (ideiglenes jelöléssel (10190) 1996 NC) a Naprendszer kisbolygóövében található aszteroida. A JPL/GEODSS NEAT projekt keretében fedezték fel 1996. július 14-én.

## Kapcsolódó szócikk
- Kisbolygók listája (10001–10500)